# L'Express de l'Est
L'Express de l'Est est un quotidien régional français, paru entre 1921 et 1944, principalement dans les Vosges. 

## Histoire

### Fondation en 1921
Le quotidien est fondé en 1921 par l’industriel Paul Lederlin, qui contrôlait alors la Blanchisserie et teinturerie de Thaon (BTT), pour soutenir son action politique : maire de Thaon en 1919, il s'était fait élire en 1920 conseiller général et sénateur. Le journal succède au quotidien de centre-gauche fondé en 1908, L'Union républicaine des Vosges, que soutenait le père de Paul Lederlin, Armand Lederlin. Un éditorial signé par Lederlin et par les députés Constant Verlot et René Fonck, publié dans le premier numéro, s'adresse aux « républicains vosgiens » et annonce que le journal entend suivre une ligne éditoriale « essentiellement nationale, laïque, honnêtement et libéralement républicaine et sociale ». Il se déclare à la fois hostile aux communistes et à la « réaction » (les partis de droite).
Il est possédé par une société anonyme, la Société de l’Express de l’Est au capital de 750 000 francs, divisé en 7 500 actions de cent francs. Les administrateurs du premier conseil d’administration sont, outre Lederlin, René Fonck, Constant Verlot, qui est aussi maire de Senones et vice-président du conseil général, René Porterat, alors président du Conseil général des Vosges et maire de Mirecourt, Adrien Richard, industriel verrier et conseiller général, futur sénateur, Henri Schmidt, ancien député des Vosges de 1906 à 1919, Henri Manuel, industriel et maire d’Igney, président du syndicat des filateurs de l'Est, vice-président du Syndicat cotonnier de l'Est et ancien administrateur de L'Union républicaine des Vosges, Georges Lang, industriel cotonnier à Remiremont et l'industriel Georges Juillard-Hartmann, président du conseil d'administration de la BTT et du Syndicat cotonnier de l’Est, ancien maire d'Épinal. Un conseil composé d’hommes politiques et d’industriels, pour la plupart protestants (Lederlin, Lang, Juillard-Hartmann) et juifs (Manuel), radicalisants et « républicains de gauche », du centre-gauche et du centre, membres ou proches de la Fédération républicaine démocratique des Vosges, fondée en 1905. Ces hommes se rencontrent aux réunions du comité vosgien du Comité républicain du commerce, de l'industrie et de l'agriculture ; Lang le préside, Lederlin est son président d'honneur et Manuel son vice-président. Verlot et Porterat y participent. 
Paul Lederlin contrôle plus de 80 % du capital de la société de l'Express de l'Est. Les principaux actionnaires de la société de l'Express de l'Est sont, outre Lederlin, Henri Manuel (500 actions), Augustin Baudoin, maire d'Épinal, ancien entrepreneur de travaux publics, membre de la commission exécutive de l'Alliance démocratique depuis l'avant-guerre (25 actions) et René Porterat (10 actions). Lederlin contrôle aussi deux sociétés annexes, l'imprimerie Fricotel, fondée en 1919 par l’imprimeur Henry Fricotel, et une société immobilière qui abrite les locaux du journal, au 40, quai des Bons-enfants.

### Du journal d'opinion au quotidien d'information
Le quotidien reflète les convictions de son principal propriétaire, Lederlin. Il polémique à la fois avec La République des Vosges, l'organe de la gauche radicale-socialiste de Marc Rucart, et Le Télégramme des Vosges, de droite. Le journal de Rucart combat celui de Lederlin, notamment en 1924 et 1925 au temps du cartel des gauches, contesté par L'Express de l'Est du fait de l'alliance entre radicaux-socialistes et socialistes,. Les élections de 1924 sont un échec pour les candidats du journal, radicaux indépendants et « républicains de gauche » (centristes). Seul Constant Verlot est réélu député, les autres candidats de sa liste sont battus. Parmi lesquels figurent Henri Manuel, Porterat, Fonck et Louis Simonet, ancien député, ainsi que le secrétaire général du Parti républicain démocratique et social (PRDS), Albert Mamelet. Il polémique aussi avec Le Télégramme des Vosges, par exemple lors des élections municipales de 1929 à Épinal, le secrétaire de rédaction du journal s'en prenant au nouveau rédacteur en chef du Télégramme, Henri Maire, et au jeune industriel Georges Laederich, soutien financier du Télégramme et futur copropriétaire de L'Express de l'Est, accusés d'avoir arraché des affiches électorales de leurs adversaires et de collusion avec les Jeunesses patriotes. L'Express de l'Est continue à s'en prendre à Laederich, Maire et René Brouaux (qui mena la liste de droite aux municipales) jusqu'en 1931.
Son tirage oscille dans les années 1920 entre 13 000 et 15 000 exemplaires.
D’organe politique, le journal devient peu à peu un journal d’informations, de plus en plus neutre, ce qui fut le cas lors des élections législatives de 1936. Les échecs électoraux de Paul Lederlin en 1925 et son élection comme sénateur de la Corse en 1930 l'ont poussé à délaisser le journal et à en confier l'administration à son fils, Paul-Alexandre (dit Sacha), maire de Thaon de 1929 à 1934, administrateur-délégué de la société de l’Express de l'Est et de l’imprimerie Fricotel. Celui-ci modernise le journal, introduit de nouvelles rubriques (page agricole, page sportive) malgré les pertes accumulées en 1931 (plus d'un million de francs). Le tirage augmente, passant de 17 000 exemplaires en 1931 à 20 000 exemplaires en 1939.

### Intégration au groupe de presse de Raymond Patenôtre, 1936-1937
Les déboires économiques de Paul Lederlin au début des années 1930 – il perd le contrôle de la BTT en 1930 et en est écarté en 1933 ; l’entreprise étant reprise par le groupe Gillet de Lyon, constituant la société Gillet-Thaon en 1935 – et sa volonté de financer sa réélection en Corse provoquent la vente du journal, malgré les protestations de son fils. Le quotidien est cédé à Raymond Patenôtre, propriétaire d’un groupe de presse comprenant des journaux de province et un quotidien parisien, Le Petit Journal, député de Rambouillet depuis 1928, se situant sur les marges du parti radical, à la fois proche d’Édouard Daladier et de Pierre Laval. Patenôtre a confié l’administration de ses journaux à Albert Lejeune, son homme de confiance, associé à ses affaires de presse. Lejeune a pris la direction du Petit Journal et administre et dirige des journaux en province (Le Petit Niçois, Le Petit Var, Lyon républicain). Il prend aussi le contrôle de l’hebdomadaire Marianne en 1937.

### Rachat secret par un groupe d'industriels en 1937
Patenôtre chercha à se défaire du quotidien en 1937, l'année durant laquelle il cède aussi Le Petit Journal. Au nom d'un groupe d'industriels vosgiens, l'industriel cotonnier Georges Laederich prend secrètement le contrôle du quotidien vosgien. Ce n’est cependant pas l’Union des syndicats patronaux des Vosges qui prit l’initiative de l'achat, car elle n'existe pas encore à cette date, mais des industriels groupés autour de Laederich au sein d'une officine anticommuniste fondée par ce dernier, la Société lorraine d'étude et d'expansion économique (SLEEE), créée à Nancy en avril 1937. L'industriel papetier Emmanuel Geisler, cofondateur de la SLEEE, explique en 1945 : 

« L’Express de l’Est était à vendre vers 1937 lorsque M. Laederich en parla aux industriels groupés par la SLEEE. (…) Comme nous avions tous éprouvé les inconvénients de voir un pareil organe appartenir à un unique capitaliste s’en servant trop souvent dans des buts privés ou selon sa fantaisie la plus immédiate [allusion à Lederlin], nous décidâmes de le racheter et de le neutraliser. »

 Une société anonyme, l’Omnium d’impression et de publicité, a alors été fondée : elle acquiert la majorité des actions. Ses actionnaires sont des industriels vosgiens. Son siège est fixé à Lyon, pour plus de discrétion. Laederich, qui ne possède que 18 actions de 500 francs sur les 1 800 formant le capital, est le délégué du groupe acquéreur : il est chargé de sa gestion et doit veiller à ce que le journal ne soit pas déficitaire. Il déclare lors de son procès en 1946 : 

« Sans aucun poste, ni aucune fonction dans le journal, j’étais l’intermédiaire entre les propriétaires du journal et son conseil d’administration et j’assumai la responsabilité de la défense de l’outil qu’il constituait (...) Il était non moins naturel que cet intermédiaire fut moi-même, puisque c’est à la demande de mes collègues que je centralisais pour eux l’action politique dans les Vosges. »

 Lejeune et les autres membres du conseil ne sont pas écartés et ce dernier conserve la présidence du conseil d’administration. D’abord, selon Laederich, parce qu’il était compétent en matière d’administration de journaux. Mais aussi parce qu’il s’agissait de maintenir le secret sur le rachat. Le directeur du quotidien, Dauxin, n’a été prévenu du changement de propriétaire qu’au moment des sénatoriales de 1938. 
Laederich adresse en février 1938 un courrier à Lejeune afin de lui préciser la nouvelle ligne politique que doit avoir le quotidien selon ses nouveaux propriétaires :

« Je constate que L’Express de l’Est a fait ces temps ci une très large place à des hommes politiques comme Leroy, député de Mirecourt, Camille Picard, ancien député de Neufchâteau, ou à des manifestations présidées par ces personnalités. Je voudrais vous préciser l’attitude que nous désirerions voir adopter par L’Express de l’Est à l’égard des parlementaires vosgiens. Vous verrez comment vous pouvez vous-même transmettre les instructions nécessaires à vos services d’Épinal, afin que cela ne prenne pas le caractère d’un changement d’orientation du journal, ce qui n’est, d’ailleurs, nullement le résultat auquel nous voulons arriver. Il n’entre pas dans notre esprit de vouloir donner une place plus importante que celle que vous leur accordez actuellement à MM. Barbier, Flayelle et Richard, sénateurs, et à MM. Boucher et Gaillemin, députés. Par contre, nous désirerions voir nettement diminuer dans vos colonnes l’importance que vous donnez à M. Leroy, député de Mirecourt, que nous considérons comme un intrus dans la politique vosgienne. En ce qui concerne MM. Rucart et Elbel, nous considérons que leur situation est tout à fait spéciale, du fait qu’ils sont membres du gouvernement et membres d’un gouvernement qui a réuni une majorité assez étendue. Par contre, nous vous demandons de faire en sorte que leur participation à des cérémonies de Front populaire, dans les Vosges ou hors des Vosges, soit mentionnée le moins possible et que les paroles qu’ils peuvent être amenés à y prononcer soient relatées avec beaucoup de circonspection et le plus succinctement possible. (…) Je me rends parfaitement compte de la difficulté de réalisation du programme que je vous trace. »

L’Express de l’Est lance une nouvelle rubrique en octobre 1938, « La pègre étrangère au travail en France », qui relève chaque semaine les étrangers ayant commis des délits « et dont il convient de purger le territoire, si nous voulons éviter que notre pays ne devienne le réceptacle des repris de justice de tous les pays du monde ». Toutefois, cet accent xénophobe a été initié dès 1933, sous la direction de Sacha Lederlin.

### Un quotidien pétainiste puis collaborationniste sous l'Occupation
Le journal reparait le 3 août 1940 avec l'autorisation des Allemands, d'abord comme bihebdomadaire puis comme quotidien à partir du 1er octobre 1940. La reparution s'est faite à l'instigation de Robert Huin, secrétaire de rédaction. Albert Lejeune reste président du conseil d'administration de la société possédant le journal. Sous la direction de fait de Robert Huin, le journal a une ligne politique pétainiste puis de plus en plus collaborationniste. Huin adhère au Parti populaire français (PPF) en 1942. Louis Leroux, nommé rédacteur en chef puis directeur du journal en juin 1941 à la place d'André Dauxin, décédé, et Laederich sont partisans d'une ligne plus modérée que celle de Huin, soutenu par les Allemands, notamment le Sonderführer Singrün, qui dirige la Propagandastaffel à Épinal,. Leroux rédige des éditoriaux à la gloire du maréchal Pétain en 1941. Au lendemain de l’entrevue de Montoire (octobre 1940), Huin légitime la collaboration d’État : 

« Comprendra-t-on qu’un monde nouveau sort du chaos et que dans ce monde notre place sera marquée si nous acceptons loyalement de collaborer à l’œuvre commune ? (…) Il faut mettre fin à une hostilité artificielle et séculaire et c’est ainsi que nous gagnerons ce « véritable nationalisme qui, renonçant à se concentrer sur lui-même, se dépasse pour atteindre la collaboration internationale », ainsi que l’écrit Philippe Pétain. »

 En juin 1942, il va jusqu'à écrire : « Tous ceux qui veulent que la France vive dans une Europe réconciliée (...) souhaitent la victoire de l'Allemagne sur le marxisme de Moscou et sur le capitalisme de Londres et Washington »,,. En février 1943, Huin loue « l'idéal révolutionnaire national-socialiste, seul palliatif » du communisme et du « capitalisme de droit divin », dénonce deux mois plus tard « la médiocrité républicaine du personnel vichyssois » qui n'a pas voulu « un légitime renversement d'alliance au lendemain de Mers-el-Kébir », et ses articles célèbrent l'espoir d'un « régime socialiste et anticapitaliste après la victoire de l'Europe contre l'esclavage russe et contre les coffres-forts de Londres et de New York ».
Il quitte le journal au début de l'année 1944, pour rejoindre L'Écho de Nancy (qui a pris la place de L'Est républicain et est contrôlé et dirigé par les Allemands). Il est remplacé par Alfred Jolly, autre membre du PPF. 
Le quotidien est à la fois un client et un actionnaire de l'agence de presse Inter-France, collaborationniste, que Laederich appuie depuis 1937.

### Successeurs et procès
À la Libération des Vosges, durant la campagne de Lorraine, un nouveau quotidien succède à L'Express de l'Est, Le Démocrate de l'Est, avec Louis Leroux comme directeur et Paul Roos, ancien journaliste à L'Express de l'Est, Juif, comme rédacteur en chef. Il n'a qu'une vie brève : il parait du 4 octobre 1944 au 10 mars 1945. Ce journal, prévu par la résistance vosgienne, est appuyé par le président du Comité départemental de libération depuis septembre 1944, Georges Savouret, cadre de Ceux de la Résistance et socialiste,. La Liberté de l'Est, fondée par d'autres résistants, prend sa succession en mars tandis que Savouret démissionne du CDL le même mois. 
Robert Huin, qui fut le correspondant à Berlin de L'Echo de Nancy, est jugé à Nancy en octobre 1946 par la Cour de justice de cette ville et condamné à mort,. Il est fusillé en janvier 1947,. 
Georges Laederich et le directeur de L'Express de l'Est, Louis Leroux, sont jugés ensemble à Nancy en octobre 1946 par cette même Cour de justice au cours d'un autre procès et condamnés, le premier à deux ans de prison et 20 ans de dégradation nationale et le second à dix ans de dégradation nationale,. Laederich n'a pas seulement dû répondre de son soutien apporté au journal jusqu'en 1944 ; il a dû faire face à bien d'autres accusations. La peine de Leroux est nettement moins lourde car des résistants comme Savouret témoignent lors de l'instruction puis du procès de son double jeu au service de la Résistance à partir de 1942. Leroux, qui reconnaît qu'il a été au départ pétainiste, fait état d'attestations de cadres de la Résistance comme le colonel Bressac du réseau Mithridate. Ce sont des résistants qui lui auraient demandé de rester au journal afin de leur fournir des renseignements sur la propagande allemande et sur Huin, qu'il avait mis sur écoute. Mais d'autres résistants lui dénient tout brevet de résistance. Ce qui conduit le procureur à déclarer qu'il se « refuse à prendre part à cette querelle de résistants »,. Leroux est défendu par deux avocats, dont un ancien parlementaire, Jean Odin.
Quant à Albert Lejeune, il est condamné à mort en octobre 1944 et exécuté en 1945 mais il n'a été jugé et condamné par la Cour de justice de Marseille que pour son implication dans une tentative de rachat d'un quotidien marseillais.

## Directeurs et journalistes
Les directeurs généraux du quotidien ont été, successivement, Maurice Petit ( qui auparavant dirigea l'imprimerie Fricotel, liée à ses débuts au Télégramme des Vosges), de 1921 à 1932, Maurice Hisler (auparavant directeur des services administratifs), de 1932 à 1935 - il gagne alors Amiens pour être directeur du Progrès de la Somme -, André Dauxin, de 1935 à sa mort début juillet 1941, Louis Leroux, de 1941 à 1944. 
Robert Huin, né à Saint-Laurent près d'Épinal, est entré au journal en 1936, à 22 ans, en tant que journaliste. Alfred Jolly, imposé par les Allemands, dernier directeur politique de facto du journal, était auparavant chef des services rédactionnels de l'agence de Chaumont (Haute-Marne) de La Tribune de l'Est (Aube), collaborateur de ce journal durant 27 ans et animateur de la fédération du Parti populaire français (PPF) de la Haute-Marne.
Le futur Jean Hérold-Paquis a commencé sa carrière de journaliste en entrant à L'Express de l'Est, en 1928, avant de gagner Nancy puis Paris.
Parmi les autres collaborateurs du journal, on trouve, dans l'entre-deux-guerres, Pol Ramber ou Maurice Pottecher.